# Culex brenguesi
Culex brenguesi är en tvåvingeart som beskrevs av Jacques Brunhes och Ravaonjanahary 1973. Culex brenguesi ingår i släktet Culex och familjen stickmyggor.
Artens utbredningsområde är Madagaskar. Inga underarter finns listade i Catalogue of Life.